# Demarquia
Demarquia (em inglês: Demarchy) é um termo cunhado pelo filósofo austríaco Friedrich Hayek em seu livro Direito, Legislação e Liberdade, depois usado por John Burnheim
para descrever um sistema político sem Estado ou burocracia. O conceito em Burnheim difere do de Hayek. Para o primeiro, este sistema político se basearia em grupos de decisores escolhidos aleatoriamente. Estes grupos, chamados "jurados políticos" (policy juries), "jurados civis" (citizens' juries) ou "Conferências de consenso" (Consensus Conferences), deliberariam e tomariam decisões sobre políticas públicas do mesmo modo que os jurados alcançam vereditos nos casos penais.
A demarquia tenta superar alguns dos problemas funcionais das democracias representativas convencionais, que na prática têm sido sujeitas à manipulação por parte de lobbies e que uma divisão entre políticos profissionais (incluindo nessa categoria os lobbistas) e um eleitorado basicamente passivo, descomprometido, inativo e freqüentemente desinformado. Segundo Burnheim, a eleição aleatória dos decisores políticos facilitaria aos cidadãos comuns participarem de forma significativa, e dificultaria que lobbies corrompessem o processo.
A democracia ateniense fez muito uso de sorteio de decisores, com praticamente todos os oficiais do governo preenchidos dessa forma em vez de eleições. Nas províncias canadenses de Columbia Britânica e Ontário, um grupo de cidadãos foi sorteado para criar a Assembleia sobre a Reforma Eleitoral para investigar e recomendar mudanças nos sistemas eleitorais das províncias.

## Conceito em Hayek
No sentido hayekiano, porém, demarquia não significa escolha de governantes aleatória, mas sim a democracia dentro dos princípios do Estado de Direito (ou Rule of Law). Hayek demonstra esses princípios com mais profundidade em The Constitution of Liberty e Law, Legislation and Liberty. A principal coisa que um Estado de Direito deve fazer é usar coerção apenas para respeitar regras gerais de justa conduta mais ou menos aceitas pela população. Nenhuma interferência específica, que não seja com base nessas regras, é bem vinda. Nesse sentido, a demarquia de Hayek se assemelha às discussões de Locke, Hume e Kant sobre os limites da ação do Estado.
- "Se democracia e governo limitado se tornaram concepções irreconciliáveis, nós precisamos encontrar uma nova palavra para o que uma vez poderia ser chamado de democracia limitada. Nós queremos a opinião da demos para ser a autoridade última, mas não podemos permitir ao poder bruto da maioria, seu kratos, fazer violência descontrolada aos indivíduos. A maioria deve, portanto, governar (archein) por 'leis estabelecidas e permanentes, promulgadas e conhecidas do povo, e não por meio de decretos improvisados' [John Locke]. Podemos, porventura, descrever tal ordem política associando demos com archein e chamando de demarquia tal governo limitado, no qual a opinião, mas não a vontade particular do povo, é a maior autoridade." Friedrich Hayek, New Studies in Philosophy, Politics, Economics and the History of Ideas

Para Hayek, intervenções diretas na produção, ou controle direto da economia pelo Estado, como ocorreram no socialismo e no nazismo, necessariamente desrespeitam o Estado de Direito, ou Império da Lei. Até mesmo um imposto progressivo, em oposição a um imposto proporcional, seria uma forma de violar o Império da Lei.
Hayek propõe um sistema constitucional em seu Law, Legislation and Liberty, que seria uma tentativa concreta de resolver problemas de seu tempo, pois ele especifica mais como se daria o funcionamento de seu sistema. Esta é sua Proposta de Constituição, que é um sistema representativo de seu conceito mais geral de demarquia, porém a demarquia não deve ser confundida com ela. Países mais próximos de uma demarquia são, segundo Hayek, a Suíça, a Alemanha logo após a Segunda Guerra e os EUA logo após a Independência. Sua Proposta Constitucional seria um modelo a ser aproximado por países que não têm ou não se aproximam da demarquia, porém, segundo Hayek, países com longa tradição constitucional liberal clássica não precisavam segui-la. Apesar disso, o entendimento do sistema constitucional concreto que ele propôs pode ser uma das melhores maneiras de entender seu conceito de demarquia.  